# Fête de la jeunesse des écoles publiques
La Fête de la jeunesse des écoles publiques, en France, a connu son âge d'or au XXe siècle dans les décennies 1920 à 1960.

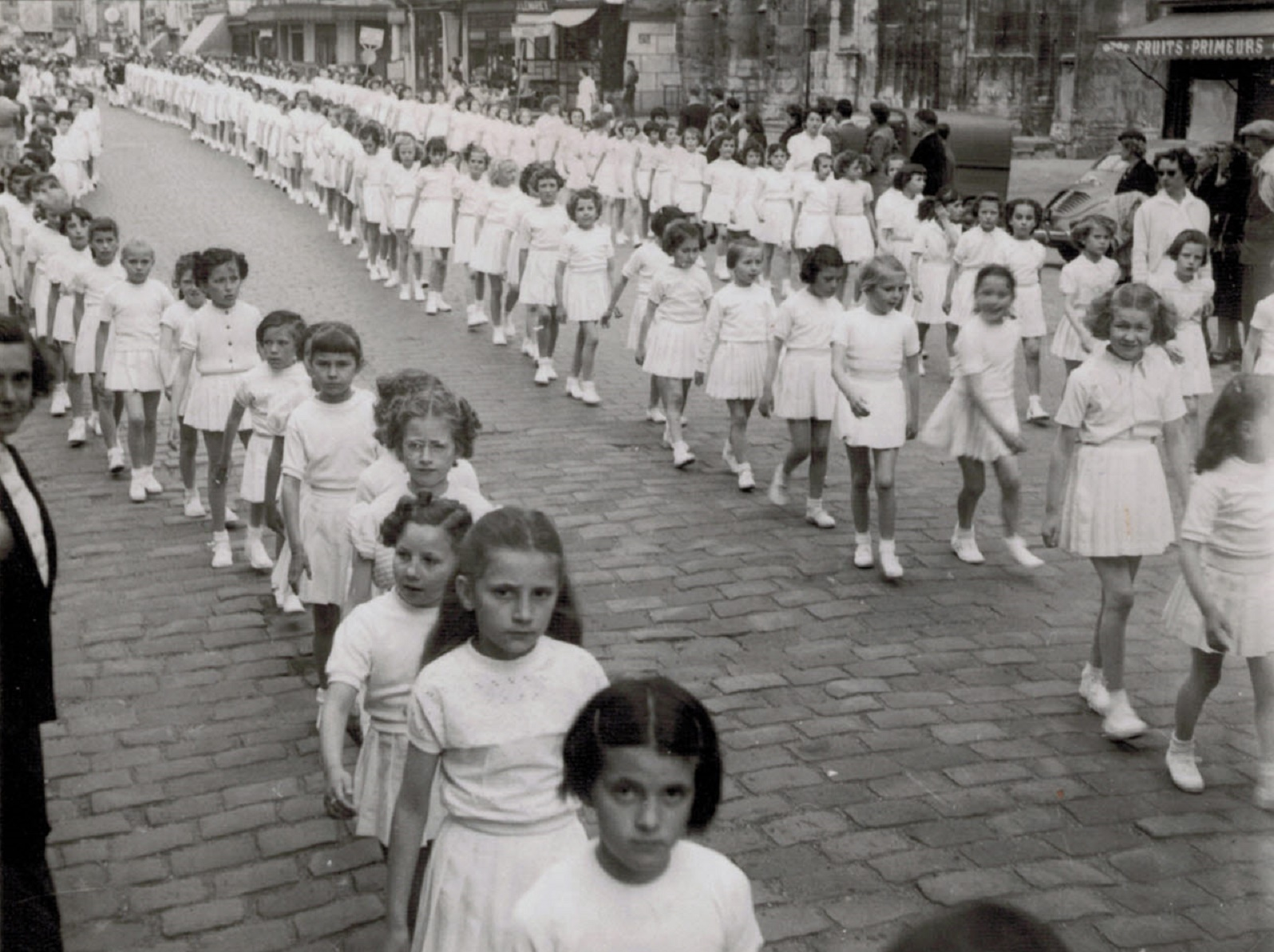
Défilé des filles des écoles primaires à Pont-Audemer vers 1955

Souvent désignée simplement comme « Fête de la jeunesse », cette journée d'exaltation des valeurs républicaines, de socialisation des enfants et de mise en valeur de l'enseignement public avait lieu, à l'initiative des communes et des directions d'établissement d'enseignement public, vers la fin de l'année scolaire (parfois le jeudi de l'Ascension dans un contexte de défi de l'enseignement confessionnel catholique car ces manifestations étaient d'inspiration nettement socialiste, laïcarde et anticléricale).
Présidées par les autorités civiles et militaires (préfet, maires, élus locaux etc) ainsi que de l'enseignement public (inspecteurs, etc), les festivités - les enfants n'y avaient généralement pas d'initiative - comprenaient : défilés dans les rues de la ville des enfants en uniforme blanc, avec fanfare, rassemblements gymniques et sportifs dans les stades ou vastes places publiques, chorales, etc. 